# Фолекио (Верчели)
Фолекио је насеље у Италији у округу Верчели, региону Пијемонт.
Према процени из 2011. у насељу је живело 12 становника. Насеље се налази на надморској висини од 732 м.